# Esclottes
Esclottes ist eine französische Gemeinde mit 163 Einwohnern (Stand 1. Januar 2022) im Département Lot-et-Garonne in der Region Nouvelle-Aquitaine.

## Geografie
Esclottes ist ein Dorf im Weinbaugebiet Côtes de Duras und liegt etwa vier Kilometer nordwestlich von Duras.

## Bevölkerungsentwicklung
| Jahr      | 1962 | 1968 | 1975 | 1982 | 1990 | 1999 | 2006 | 2018 |
| Einwohner | 221  | 217  | 190  | 154  | 173  | 172  | 152  | 150  |

## Sehenswürdigkeiten
- Kirche Saint-Blaise aus dem 13. Jahrhundert (Monument historique)

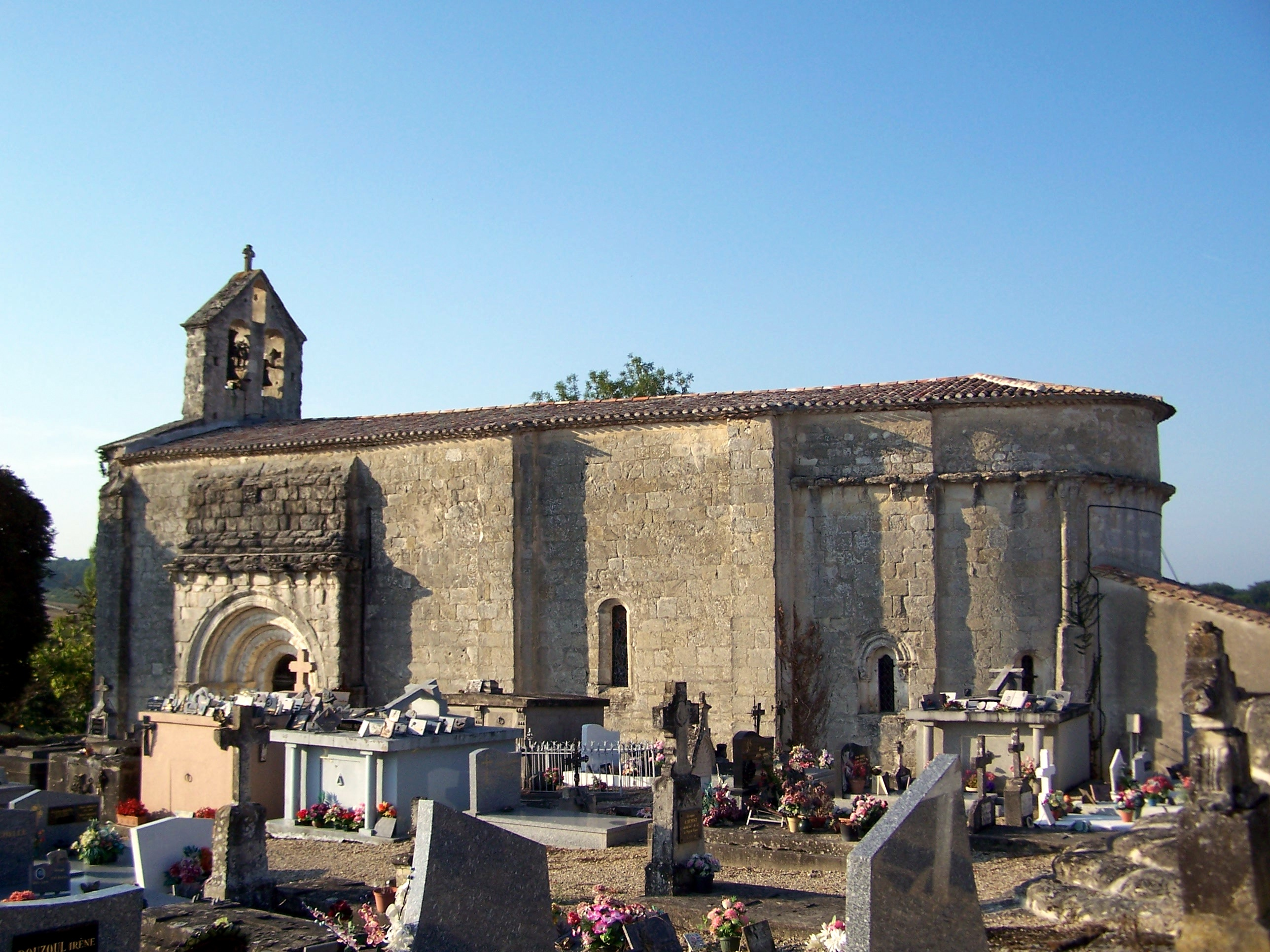
Kirche Saint-Blaise